# Bulbophyllum citrinilabre
Bulbophyllum citrinilabre là một loài phong lan thuộc chi Bulbophyllum.